# Bieliny (Młochów)
Bieliny – część wsi Młochów w Polsce, położona w województwie mazowieckim, w powiecie pruszkowskim, w gminie Nadarzyn. 
W latach 1975–1998 Bieliny administracyjnie należały do województwa warszawskiego.